# وزارة العدل (ألبانيا)
وزارة العدل (بالألبانية: Ministria e Drejtësisë)‏ هي وزارة تابعة للحكومة الألبانية، والمسؤولة عن تنفيذ سياسة العدالة الحكومية والنظام القانوني الألباني في الدستور والقانون الإداري العام والقانون المدني والقانون الإجرائي والقانون الجنائي بالإضافة إلى المسائل المتعلقة بالقضايا الديمقراطية وحقوق الإنسان، قضايا الاندماج والأقليات والشؤون الحضرية.
وزير العدل الحالي هو أولسي مانجا، منذ 18 سبتمبر 2021.